# Житницький Анатолій Зиновійович
Житни́цький Анатолій Зиновійович (нар. 16 жовтня 1935, Харків — † 9 листопада 2021, Харків) ― український педагог, письменник, драматург, мистецтвознавець, кандидат мистецтвознавства (1985), доцент, професор кафедри мистецтвознавства, літературознавства та мовознавства Харківської державної академії культури.

## Біографія
Анатолій Зиновійович Житницький народився 16 жовтня 1935 року у Харкові в сім'ї науковця — батько був завідувачем кафедри статистики Харківського університету ім. В. Н. Каразіна, мати ― адвокатом. У воєнні роки (1941―1943) перебував разом із сім'єю в евакуації у селищі Колишлей Пензенської області. У 1954 році закінчив середню школу № 5 у Харкові, вступив на філологічний факультет Харківського державного університету ім. М. Горького. Після закінчення навчання у 1959 році деякий час працював старшим редактором кіногрупи телебачення у місті Бійськ Алтайського краю, а з 1960 року спочатку науковим співробітником, потім старшим науковим співробітником Харківського художнього музею, де активно долучився до науково-дослідницької діяльності. У 1962—1973 роках очолював мистецтвознавче відділення факультетів суспільних професій вищих навчальних закладів Харкова при Харківському художньому музеї. Крім того, займався й літературною творчістю. Перша публікація вийшла у 1954 році в «Литературной газете» у Москві. У 1963 році вийшла друком перша книга — збірка ліричних віршів і літературних пародій «Летний снег». Друга збірка «Пародистый пегас» вийшла у 1969 році. З під його пера виходили ліричні і сатиричні вірші, літературні пародії і фейлетони, що друкувалися в «Литературной газете», журналах «Крокодил», «Юность», «Радуга», «Прапор», «Истоки» та інших періодичних виданнях. А. З. Житницького запрошували працювати до Центрального радіо, Харківського телебачення, Харківського цирку.
У вересні 1973 році А. З. Житницький розпочав педагогічну діяльність у Харківському державному інституті культури спочатку як викладач, потім старший викладач (1977) кафедри режисури. Одночасно з викладацькою роботою брав участь у роботі ученої ради інституту, методичної ради факультету, редколегії стенгазети, керував студентським гуртком, секцією факультету суспільних професій. Викладав дисципліни: «Історія образотворчого мистецтва», «Сценарна майстерність», «Теорія драматургії». Як сценарист продовжував працювати в різних закладах міста, області, республіки. На сцені Харківського театру ляльок ім. В. Афанасьєва у 1977 році відбулася прем'єра п'єси «Шерлок Холмс против агента 007, или Где собака зарыта?», створена у співавторстві з В. О. Левіним.
У 1985 році захистив кандидатську дисертацію «Актуальные проблемы теории драматургии цирка: драматургия коверной клоунады — генезис, эволюция, типология, композиционные приемы и современное состояние» у Всесоюзному науково-дослідному інституті мистецтвознавства у Москві. Того ж року отримав премію Міністерства культури СРСР за кращий сценарій до 40-річчя Перемоги над фашизмом. 5 грудня 1985 року присуджено вчений ступінь кандидата мистецтвознавства.
У 1990 році рішенням Державного комітету СРСР з народної освіти А. З. Житницькому присвоєно вчене звання доцента. З 1 жовтня 1990 по 30 листопада 1992 року він виконував обов'язки завідувача кафедри режисури ХДІК. Брав участь у проведенні загальноміського свята «День міста» (за сценаріями «Вечорниці збирають друзів…» (1989), «Вклоняємося тобі, рідна мово» (1991). Для свята «Слобожанська муза» написав сценарій театралізованої вистави «Бурсацькі розваги» (1991). Митець був організатором мистецтвознавчих читань «Драма, вистава, глядач…», присвячених пам'яті видатного театрознавця, професора В. К. Айзенштадта.
Багато сил і часу віддавав мистецтву цирку. Написав сценарії циркових номерів «Ведмежа спортивна школа», «Фантазії на молдавські теми для оркестру, ведмедів та дресирувальника», десятки циркових прологів, більшість з яких реалізовано в Харківському цирку. Частину цих матеріалів колишній «Союзгосцирк» розповсюдив по всій країні.
Любов до цирку передав і своєму сину Олексію Житницькому, який став заслуженим діячем мистецтв України, директором та художнім керівником Харківського державного цирку. Любов до мистецтва Анатолій Зиновійович передав і доньці Марині ― заступнику директора Єврейського культурного центру у Харкові.
У 1992 році обійняв посаду професора кафедри режисури ХДІК. У 1999 році обрано на посаду професора кафедри мистецтвознавства ХДАК. Керував дисертаційними роботами аспірантів. У 2000 році митця відзначено подякою Головного управління освіти і науки Харківської обласної державної адміністрації за друге місце в номінації «Літературна творчість» на виставці творчих праць викладачів вищих навчальних закладів Харківщини, присвяченій 10-річчю незалежності України. У 1993 році в Харківському камерному єврейському театрі відбулася прем'єра п'єси «Путешествие вокруг горя, или Почему гибнут гомельские портные?», режисер Ю. Чемеровський, за мотивами роману І. Г. Еренбурга «Бурная жизнь Лазика Ройтшванеца». У Миколаївському драматичному театрі поставлено п'єсу «Радость моя» за мотивами повісті Е. Портер «Полліанна», режисер С. Чверкалюк (2002), а також у Харківському театрі для дітей та юнацтва у 2006 році, режисер Ю. Старченко. В 2011 році А. З. Житницький написав театральну фантазію «Черная курица» за мотивами казки А. Погорельського «Черная курица или подземные жители».
У 2002 році нагороджено дипломом обласного конкурсу «Вища школа ― кращі імена» в номінації «Викладач професійно-орієнтованих дисциплін». Нагороджено Почесною відзнакою Міністерства культури та мистецтв України «За багаторічну плідну діяльність в галузі культури» у 2004 році.
Пішов із життя 9 листопада 2021 року у віці 86 років.

## Основні праці
- Житницкий А. З. Пародистый Пегас / А. З. Житницкий ; худож. В. Кравец. — Харьков : Прапор, 1969. — 104 с.
- Плотниченко И. Ф. Клубная драматургия : учеб. пособие / И. Ф. Плотниченко, А. З. Житницкий.— Харьков : ХГИК, 1975. — 121 с.
- Житницький А. З. Подивімось в очі… : сценарій документальної вистави для сільських драматичних колективів, або «театру місцевого факту» / А. Житницький ; реп.-редкол. з худож. самодіяльності. — Київ, 1991. — 31 с.

- Житницкий А. З. Джентльмены у дачи : рассказы и стихи для мл. шк. возраста / А. З. Житницкий. — Харьков : Глобус, 1996. — 128 с.
- Житницький О. А. Циркове мистецтво як складова частина української культури. За лаштунками сучасного цирку України / О. А. Житницький, А. З. Житницький // Культура України. — Харків : ХДІК, 1996. — Вип. 3. — С. 193–197.
- Житницкий А. З. С лиры — по нотке… : эпиграммы / А. Житницкий ; рис. Семена Иоффе. — Харьков : Основа, 2000. — 133 с.
- Слово о друге : памяти харьковского библиотекаря В. Г. Трамбицкой : [сб. воспоминаний] / [Н. П. Баева, И. А. Гольдфельд, Г. И. Дворкина и др. ; под ред.: И. А. Гольдфельд, Т. С. Раскиной]. — Харьков, 2001. — 73 с.
- Житницкий А. З. Круг : стихи / А. Житницкий. — Харьков : Тарбут Лаам, 2005. — 232 с.
- Житницький А. З. Драматургія масових театралізованих заходів : навч. посіб. / А. З. Житницький. — 3-тє вид., перероб. і випр. — Харків : Тимченко А. М., 2007. — 127 с.
- Житницкий А. Козлиада, или Жил-был у бабушки серенький козлик : (литературные пародии) / А. Житницкий // Харьковский мост. — Харьков, 2009. — № 3. — С. 110–113.
- Житницький А. З. Едер Борис Опанасович / А. З. Житницький // Енциклопедія Сучасної України / Нац. акад. наук України, Наук. т-во ім. Шевченка, Ін-т енцикл. дослідж. ; гол. ред. кол.: Дзюба І. М. та ін. — Київ, 2009. — Т. 9 : «Е-Ж». — С. 20.
- Житницький А. З. Зіскінд Євген Мойсейович / А. З. Житницький // Енциклопедія Сучасної України / Нац. акад. наук України, Наук. т-во ім. Шевченка, Ін-т енцикл. дослідж. ; гол. ред. кол.: Дзюба І. М. та ін. — Київ, 2010. — Т. 10 : «З-Зор». — С. 612.
- Житницький А. З. Йоффе Семен Ісайович / А. З. Житницький // Енциклопедія Сучасної України / Нац. акад. наук України, Наук. т-во ім. Шевченка, Ін-т енцикл. дослідж. ; гол. ред. кол.: Дзюба І. М. та ін. — Київ, 2011. — Т. 11 : «Зор-Как». — С. 629.
- Житницкий А. З. Чудо по имени цирк / А. З. Житницкий, А. В. Куринная, С. Н. Шумакова // Історія Харківського цирку. — Харків, 2013. — С. 5–17.
- Вайно М. Е. Сценарна майстерність : навч. посіб. Кн. 2 / М. Е. Вайно, А. З. Житницький. — Івано-Франківськ : Місто НВ, 2015. — 143 с.
- Житницкий А. З. Козлиада, или Трагическая история о сереньком козлике, который жил у очень любившей его бабушке и который не спросясь, отправился в лес погуляти, а там встретил серого волка, который оставил от серенького козлика только рожки да ножки… / А. Житницкий ; [предисл. Э. Кузнецова ; послеслов. М. Красикова ; рис. В. Кравца]. — Харьков : Эксклюзив, 2018. — 167 с.